# Palmyra (Syria)
Palmyra (stgr. Παλμύρα, arab. ‏تدمر‎, Tadmur) – miasto w środkowej Syrii, w muhafazie Hims, położone w oazie Pustyni Syryjskiej u podnóża masywu Dżabal Raszid, około 215 km na północny wschód od Damaszku. W 2004 liczyło 51 tysięcy mieszkańców. W mieście znajduje się port lotniczy, a także starożytne ruiny wpisane na listę światowego dziedzictwa UNESCO.

## Historia
Pierwsze ślady osadnictwa pochodzą z neolitu. Z XIX wieku p.n.e. pochodzą pierwsze wzmianki na glinianych tabliczkach, w których oaza palmyreńska określana jest jako Tadmur. Nazwa ta wymieniana jest również w Starym Testamencie (jako Tamar i Tadmor). W tym okresie zamieszkiwały ją plemiona semickie posługujące się językiem aramejskim, a później pojawiły się koczownicze plemiona arabskie. Ich asymilacja umożliwiła otwarcie dróg handlowych między Mezopotamią a wybrzeżem Morza Śródziemnego, zamiast dłuższej trasy wzdłuż doliny Eufratu. 
Miejscowe plemiona zaprzestały łupienia karawan na rzecz ich ochrony, obsługi karawan (np. hodowla wielbłądów i koni) i pośrednictwa w handlu. Jednak największe dochody przynosiły mieszkańcom osady wysokie cła nakładane na przejeżdżających kupców. Osada zaczęła nabierać charakteru miejskiego, jej znaczenie wzrosło jeszcze bardziej za czasów rzymskich (I wiek n.e.), kiedy to znalazła się na pograniczu cesarstwa rzymskiego i państwa Partów. Wtedy też pojawiła się nazwa Palmyra.
Za czasów panowania Tyberiusza Palmyra uznała zwierzchnią władzę Rzymu, zachowując jednak autonomię. Wspomina też o Palmyrze Józef Flawiusz w swych Starożytnościach żydowskich (VIII, 6.1). W roku 129 cesarz Hadrian nadał jej status wolnego miasta, zaś w 217 uzyskała miano kolonii, co zrównało jej mieszkańców w prawach z obywatelami Rzymu i zwolniło ich z płacenia podatków. Dzięki zgromadzonym bogactwom nastąpił znaczny rozwój miasta – wzniesiono świątynie i obiekty użyteczności publicznej: agorę, termy, teatr i inne.
Szczyt świetności Palmyry przypadł na drugą połowę III wieku, kiedy stała się stolicą królestwa założonego przez miejscowego władcę Septymiusza Odenata, zarazem wodza wojsk rzymskich na Wschodzie. Wykorzystując słabość cesarstwa zaczął on prowadzić samodzielną politykę i ekspansję zbrojną. Po jego śmierci władzę przejęła żona – Septymia Zenobia, dążąca do zerwania formalnego podporządkowania Rzymowi. Jej działalność (podboje na Bliskim Wschodzie, bicie własnej monety, ogłoszenie się cesarzową) doprowadziła do interwencji rzymskiej. W 272 legiony Aureliana pokonały armię Zenobii i zdobyły miasto, zmuszając mieszkańców do uiszczenia znacznego okupu. Ponowny bunt przeciwko Rzymowi skończył się już całkowitym złupieniem i zniszczeniem miasta (273). Jak zauważył angielski historyk Edward Gibbon, Palmyra „całe wieki dobrobytu poświęciła dla jednej chwili chwały”.
Po tych wydarzeniach, mimo późniejszej odbudowy, Palmyra nigdy już nie odzyskała dotychczasowej świetności, choć wiadomo, iż do najazdu arabskiego była siedzibą biskupstwa założonego w III lub IV wieku W dalszych stuleciach pełniła rolę prowincjonalnej placówki handlowej i siedziby garnizonu wojskowego, m.in. w funkcji warownego obozu wojskowego (powstałego w 293 n.e.) w systemie obronnym cesarza Dioklecjana; stacjonowały tu kolejno garnizony: rzymskie, bizantyjskie i umajjadzkie. Od Jana Malalasa (Chronographia XVIII, 152 ; 424-425) wiadomo, że cesarz Justynian wysłał w 527 roku gubernatora z zadaniem odbudowania i odnowienia zrujnowanych chrześcijańskich świątyń i ważniejszych budynków Palmyry. W 634 miasto bez walki poddało się wojskom Chalida ibn al-Walida, jednego z wodzów kalifa Abu Bakra. Jego funkcjonowanie zakończyło ostatecznie zniszczenie przez Arabów w roku 744 i trzęsienie ziemi. W późniejszym okresie istniało tylko jako zapomniana, zagubiona na pustyni wieś, zamieszkiwana przez grupy półkoczowników. Ponowne odkrycie nastąpiło pod koniec XVII wieku, zaś od XVIII wieku datują się poszukiwania i badania archeologiczne.

### Historia najnowsza
W obrębie oazy palmyreńskiej rozwijało się miasto Tadmur. Pełniło funkcje turystyczne i usługowe, było ważnym węzłem drogowym. W pobliżu znajduje się baza lotnicza a dawniej funkcjonowało więzienie o zaostrzonym rygorze. W 2015 terroryści z Państwa Islamskiego wysadzili więzienie oraz przejęli kontrolę nad bazą lotniczą.

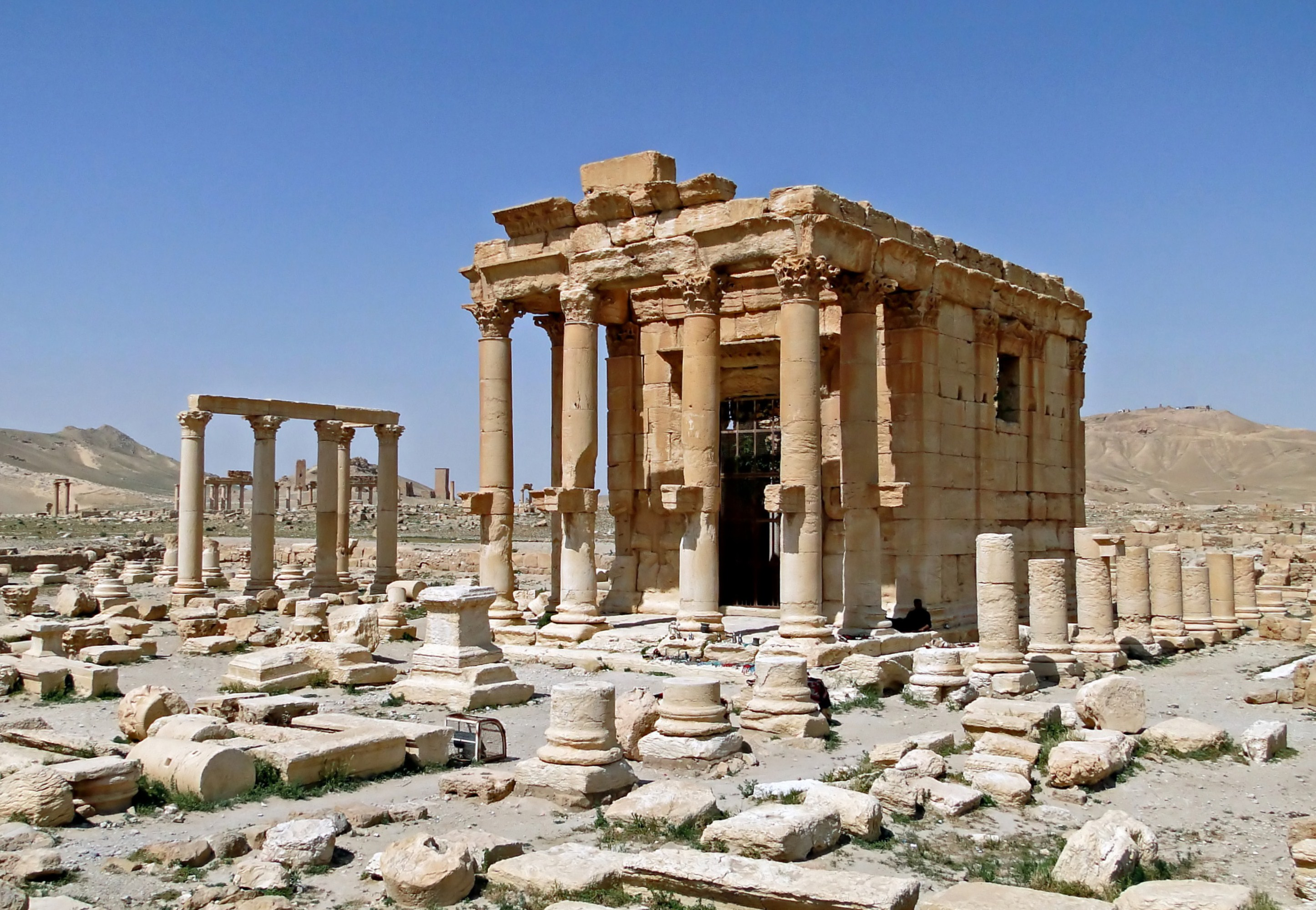
Świątynia Baalszamina wysadzona w powietrze w sierpniu 2015 r. przez dżihadystów z „Państwa Islamskiego”

21 maja 2015 Palmyra została zajęta przez terrorystów Państwa Islamskiego. Władze syryjskie ewakuowały wcześniej z miasta część zabytków, aby uchronić je przed zniszczeniem. Po wkroczeniu do Palmyry islamscy terroryści dokonali w dawnym rzymskim amfiteatrze pokazowej publicznej egzekucji żołnierzy syryjskich. W sierpniu 2015 terroryści zamordowali kustosza stanowiska Chalida al-Asada, a jego zwłoki wywiesili na jednej z kolumn. 23 sierpnia 2015 Państwo Islamskie wysadziło ruiny starożytnej świątyni Baalszamina, niszcząc przy okazji także część kolumn z czasów rzymskich. Kilka dni później wysadzona została świątynia Bela z początku I wieku. Na początku października terroryści wysadzili pochodzący z II/III w. łuk triumfalny.
W marcu 2016 siły rządowe odbiły miasto z rąk Państwa Islamskiego, jednakże w grudniu tego samego roku terroryści z PI ponownie zajęli miasto i obszar archeologiczny. Po ponownym zajęciu miasta terroryści wysadzili palmyreński tetrapylon.
W wyniku ofensywy prowadzonej z pomocą lotnictwa rosyjskiego na początku marca 2017 siły rządowe ponownie odzyskały kontrolę nad miastem oraz terenem archeologicznym. Ofensywę przygotował i dowodził nią sztab rosyjski. Rosjanie wspomagali też Syryjczyków oraz oddziały Hezbollahu m.in. jednostkami specjalnymi, a wcześniej dostarczyli nowy sprzęt bojowy – głównie czołgi. 3 marca 2017 Siły Zbrojne Syrii po raz drugi odbiły tereny Palmyry z rąk ISIS.

## Dzieje i rozwój badań archeologicznych
W czasach nowożytnych zwaliska zabudowań Palmyry odkryte zostały dopiero na początku XVII wieku przez włoskiego podróżnika Pietro della Valle. W tym samym stuleciu odwiedził je francuski podróżnik Jean-Baptiste Tavernier (1630) i angielski pastor Halifax (1682). Na początku XVIII w. szwedzki Karol XII wysłał tam ekspedycję, której relacje i rysunki przechowywane są w archiwum uniwersytetu w Uppsali. Później docierali tam inni podróżnicy, amatorzy przygód i badacze starożytności; wśród nich znalazł się także Polak – „emir” Seweryn Rzewuski.

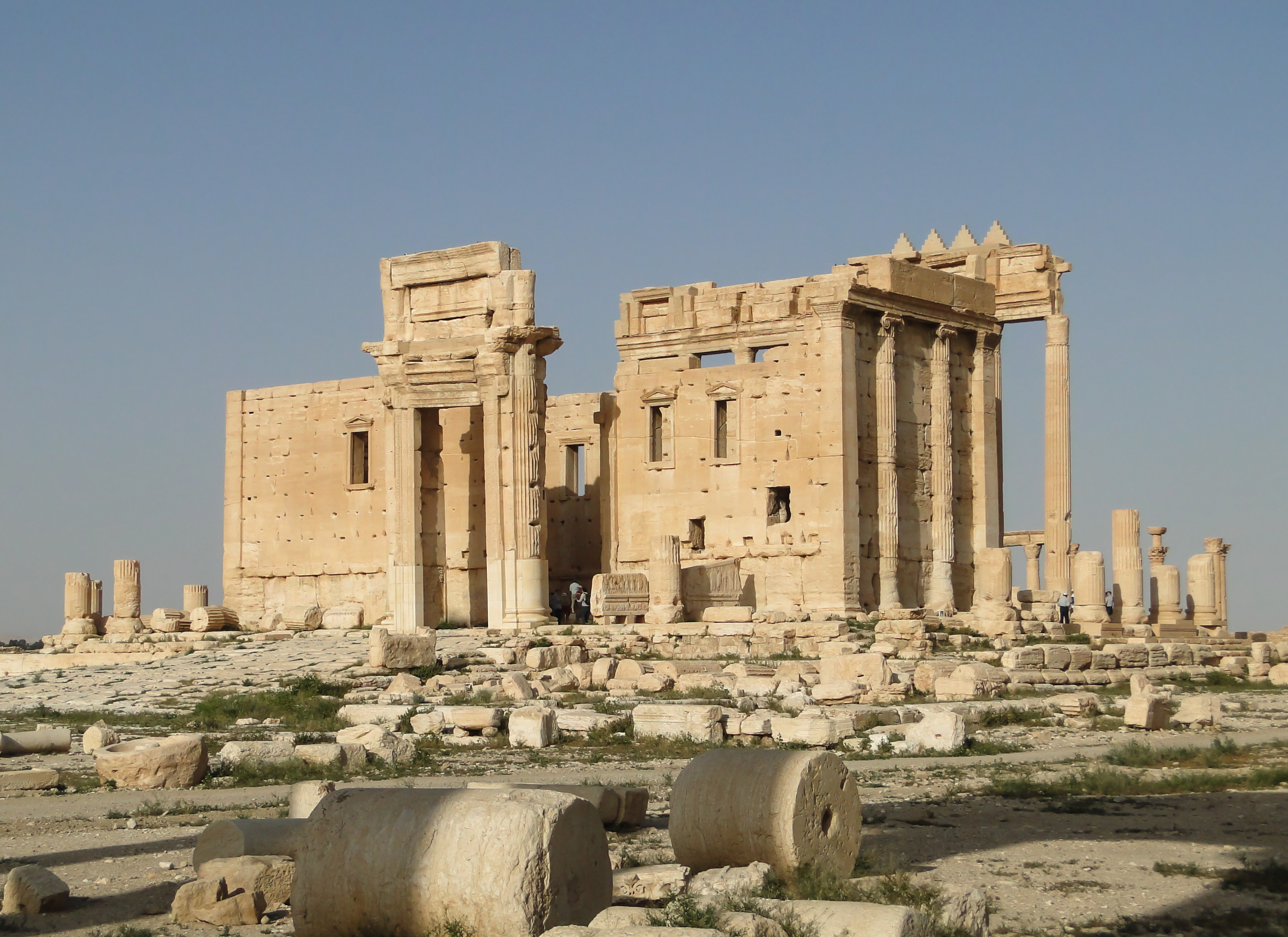
Świątynia Bela, wysadzona w sierpniu 2015 r. przez terrorystów z tzw. Państwa Islamskiego

W roku 1751 z pozostałościami miasta gruntownie zapoznali się dwaj Anglicy: podróżnik Robert Wood i znawca starożytności James Dawkins, którzy wyniki eksploracji ogłosili publikując bogato ilustrowane dzieło The ruins of Palmyra, otherwise Tedmor in the desart, wydane w Londynie równocześnie (1753) w dwóch językach (franc. Les ruines de Palmyre, autrement dite Tedmor, au dessert). Zamieszczone w nim przerysy wielu inskrypcji palmyreńskich pozwoliły innym badaczom zająć się odczytaniem miejscowego pisma.
Dokonali tego niezależnie Anglik John Swinton (1753) oraz Francuz Jean-Jacques Barthélemy (rok 1754), ustalając, iż pismo palmyreńskie jest odmianą aramejskiego, występującą w dwóch postaciach (kursywa i forma klasyczna). Po ich odkryciu istotne lingwistyczne prace pogłębiające prowadzili Jean-Baptiste Chabot (Choix d’inscriptions de Palmyre, Paris 1922), J. Cantineau, G.A. Cooke i A. Caquot. Późniejszym badaczom ocalałych zabytków miasta służyły również pomocą prace takich malarzy, jak Louis-François Cassas.

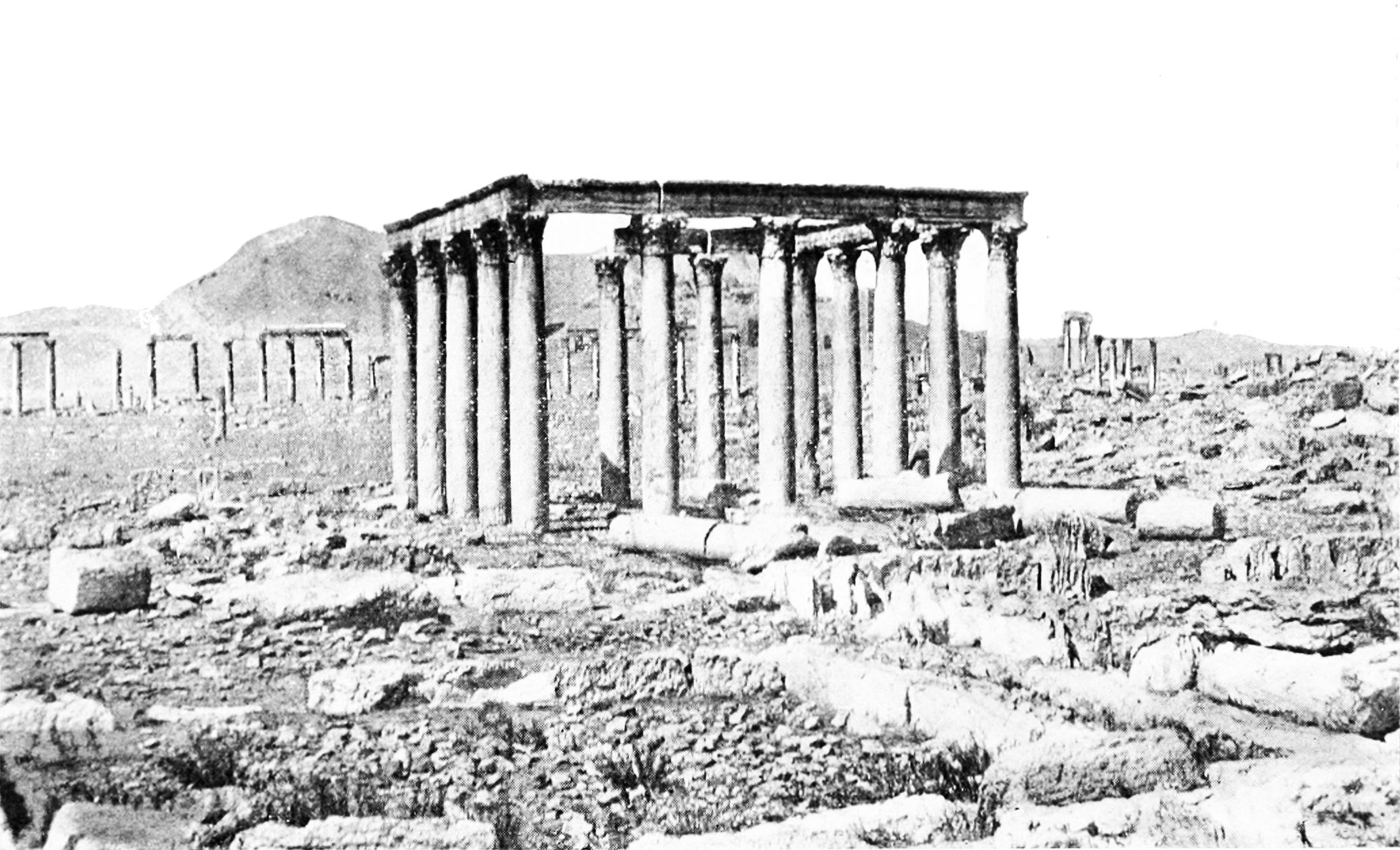
Pole ruin w Palmyrze (1914)

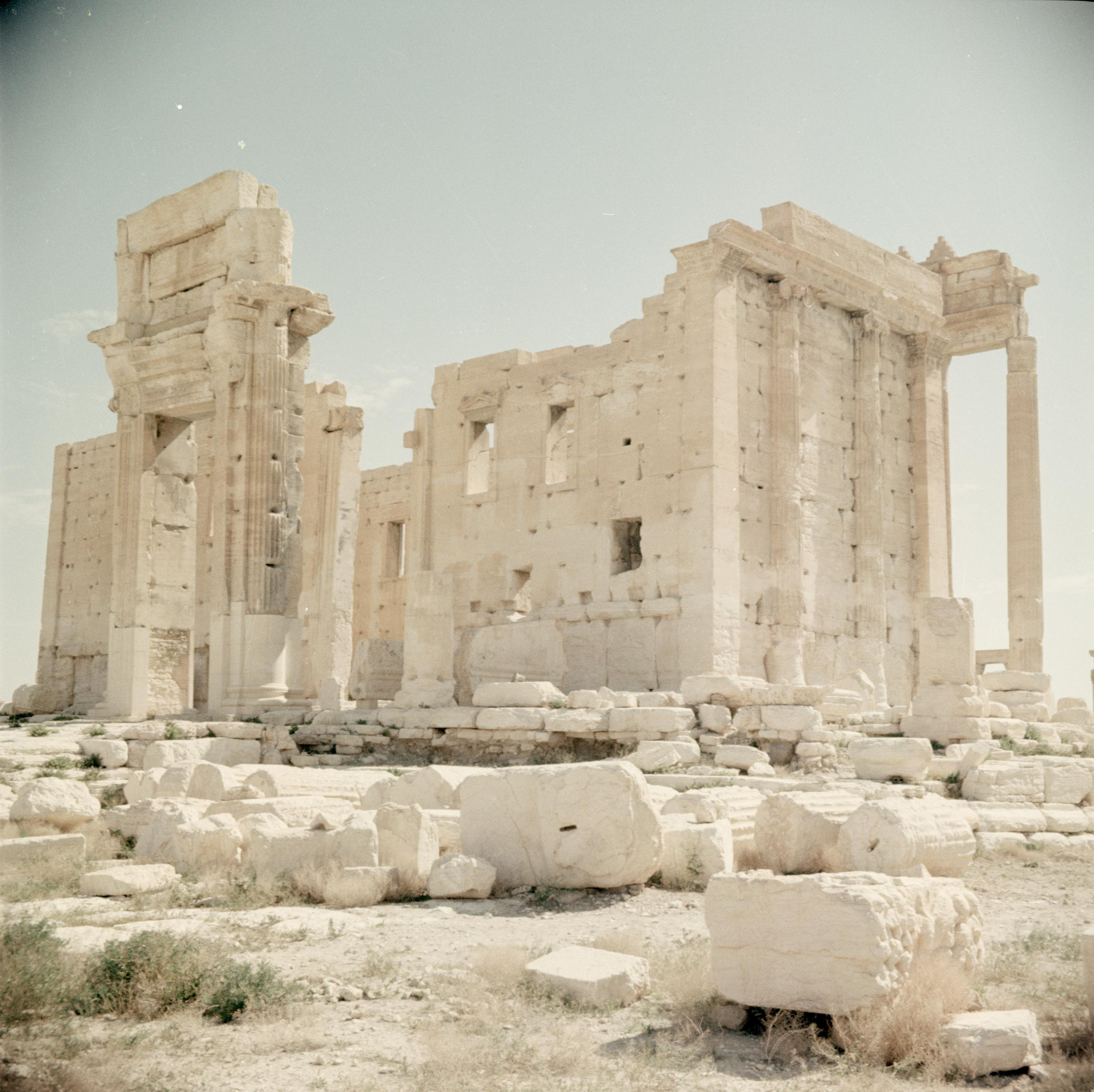
Świątynia Bela w Palmyrze (stan z 1950 r.)

Pierwsze systematyczne badania na tym terenie podjął (1900) Rosyjski Instytut Archeologiczny w Konstantynopolu. Jednak poważne zasługi we wstępnej naukowej eksploracji ruin Palmyry należy przypisać dopiero niemieckiej misji archeologicznej pod kierunkiem Theodora Wieganda, działającej w 1902 i 1917. Dokonała ona licznych sondaży, pomiarów i zdjęć fotograficznych, określając m.in. ogólny zarys planu miasta oraz przyległych cmentarzysk, a publikując swe materiały w dwutomowym dziele Palmyra. Ergebnisse der Expeditionen von 1902 und 1917 (Berlin 1932), mającym dotąd zasadnicze znaczenie dla późniejszych badaczy.
Po I wojnie światowej Palmyra stała się niezwykle atrakcyjnym stanowiskiem archeologicznym, kreującym wiele problemów naukowych jako fenomen artystyczno-historyczny. W okresie międzywojennym pracowały tam (pod kuratelą Francuskiego Instytutu Archeologicznego w Bejrucie) zespoły francuskie, w których wybitną rolę odegrał Henri Seyrig, a następnie jego uczeń Daniel Schlumberger (zwłaszcza w badaniach nad architekturą). System dojazdowych dróg rzymskich i umocnień rejonu Palmyry zbadał i udokumentował w swym dwutomowym dziele pionier archeologii lotniczej, jezuita Antoine Poidebard (La trace de Rome dans le désert de Syrie. Recherches aériennes 1925-1932, Paris 1934).

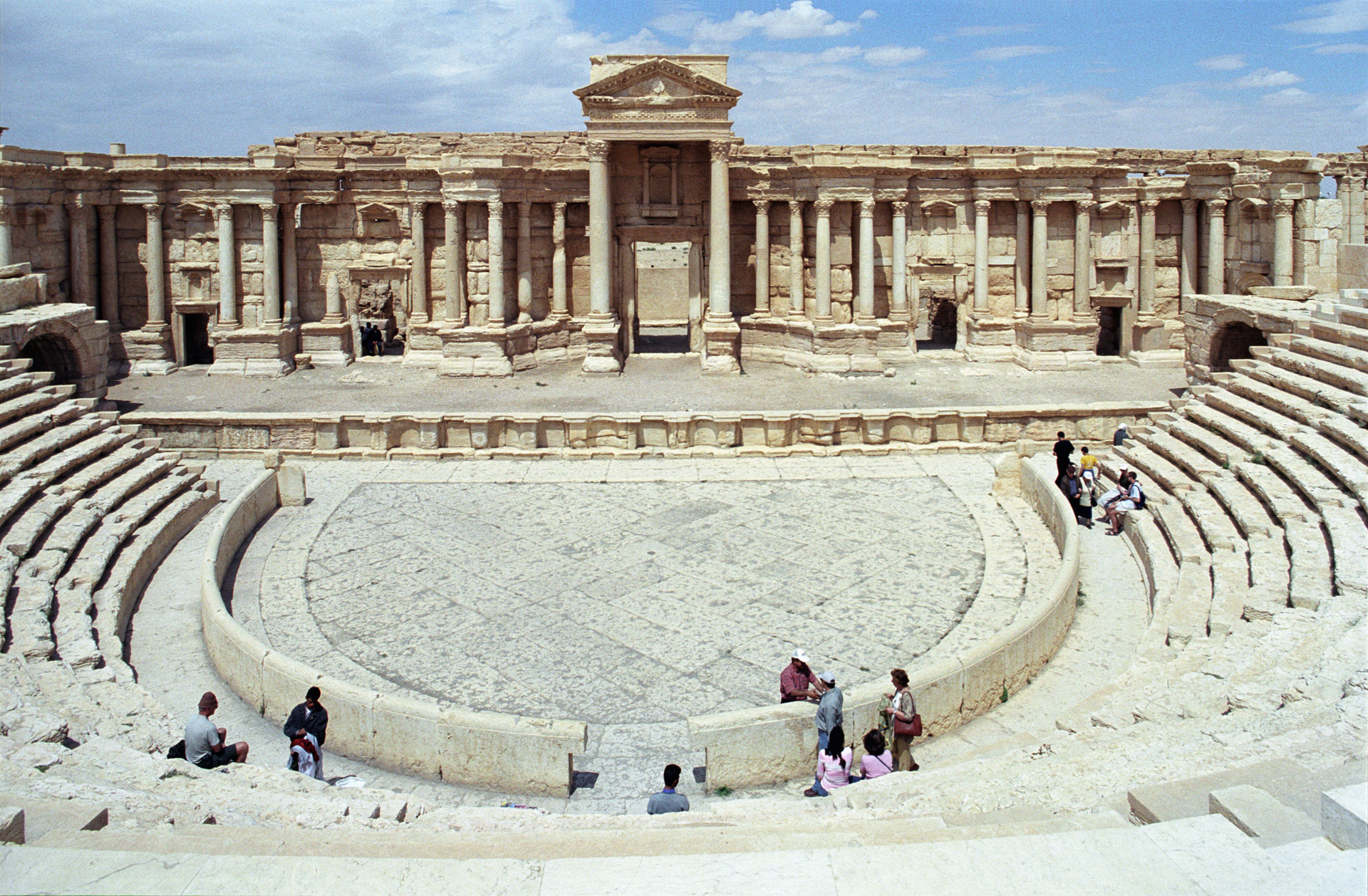
Teatr rzymski w Palmyrze (stan sprzed zniszczenia przez dżihadystów)

Postęp w badaniach rzeźby palmyreńskiej jest zasługą Duńczyka Haralda Ingholta (Studier over palmyrensk skulptur, København 1928). Rekonstrukcje architektoniczne (np. łuku monumentalnego) w latach 30. XX wieku należy zawdzięczać R. Amy, nowe odkrycia w okolicy świątyni Baalszamina – szwajcarskiej misji P. Collarta (1954-1956). Odsłonięcie świątyni babilońskiego boga Nabu jest dokonaniem syryjskiego archeologa Adnana Bounni.
Pierwszym polskim badaczem w ruinach Palmyry tuż przed wybuchem II wojny światowej był Zbigniew Sęczykowski, absolwent Politechniki Warszawskiej (i ówczesny seminarzysta K. Michałowskiego), który w ramach wstępnych ustaleń (ich wyniki zaginęły), dokonał oprócz prospekcji terenowej także osobiście finansowanych badań sondażowych. Od 4 maja 1959 r. systematyczne prace archeologiczne w Palmyrze zapoczątkowali polscy archeolodzy z Centrum Archeologii Śródziemnomorskiej Uniwersytetu Warszawskiego. Istotne osiągnięcia w badaniach nad architekturą i rzeźbą sepulkralną odnotowali Anna Sadurska, Barbara Filarska, Michał Gawlikowski i Grzegorz Majcherek, który zidentyfikował także relacje handlowe Palmyry na podstawie dystrybucji amfor rzymskich. Ponadto od 2007 r. we wspólnej misji włosko-syryjskiej uczestniczyli badacze z Uniwersytetu Mediolańskiego, prowadząc w mieszkalnej części miasta prace wykopaliskowe i zabezpieczające pod kierunkiem prof. Marii Teresy Grassi. Oprócz misji polskiej i włoskiej, w Palmyrze prace wykopaliskowe prowadzili także Japończycy pod kierunkiem profesora Kiyohide Saito z Uniwersytetu Kanazawa, pracujący nad grobowcami, Niemcy i Austriacy pod kierunkiem profesora Andreasa Schmidta-Colinet z Uniwersytetu Wiedeńskiego, którzy badali tzw. dzielnicę hellenistyczną. Misje archeologiczne prowadzili także Amerykanie (prof. Cynthia Finlayson z Uniwersytetu Brighama Younga) oraz Francuzi.

## Zabytki
Palmyra stanowi jeden z najważniejszych i największych na świecie kompleksów wykopalisk (o powierzchni około 50 ha). Dzięki systematycznym pracom brytyjskich, niemieckich, francuskich, szwajcarskich, syryjskich oraz polskich archeologów odsłonięto m.in. ruiny budowli z czasów świetności miasta, łączące w sobie elementy sztuki hellenistycznej z tradycją aramejską i partyjską, a także pozostałości Obozu Dioklecjana.

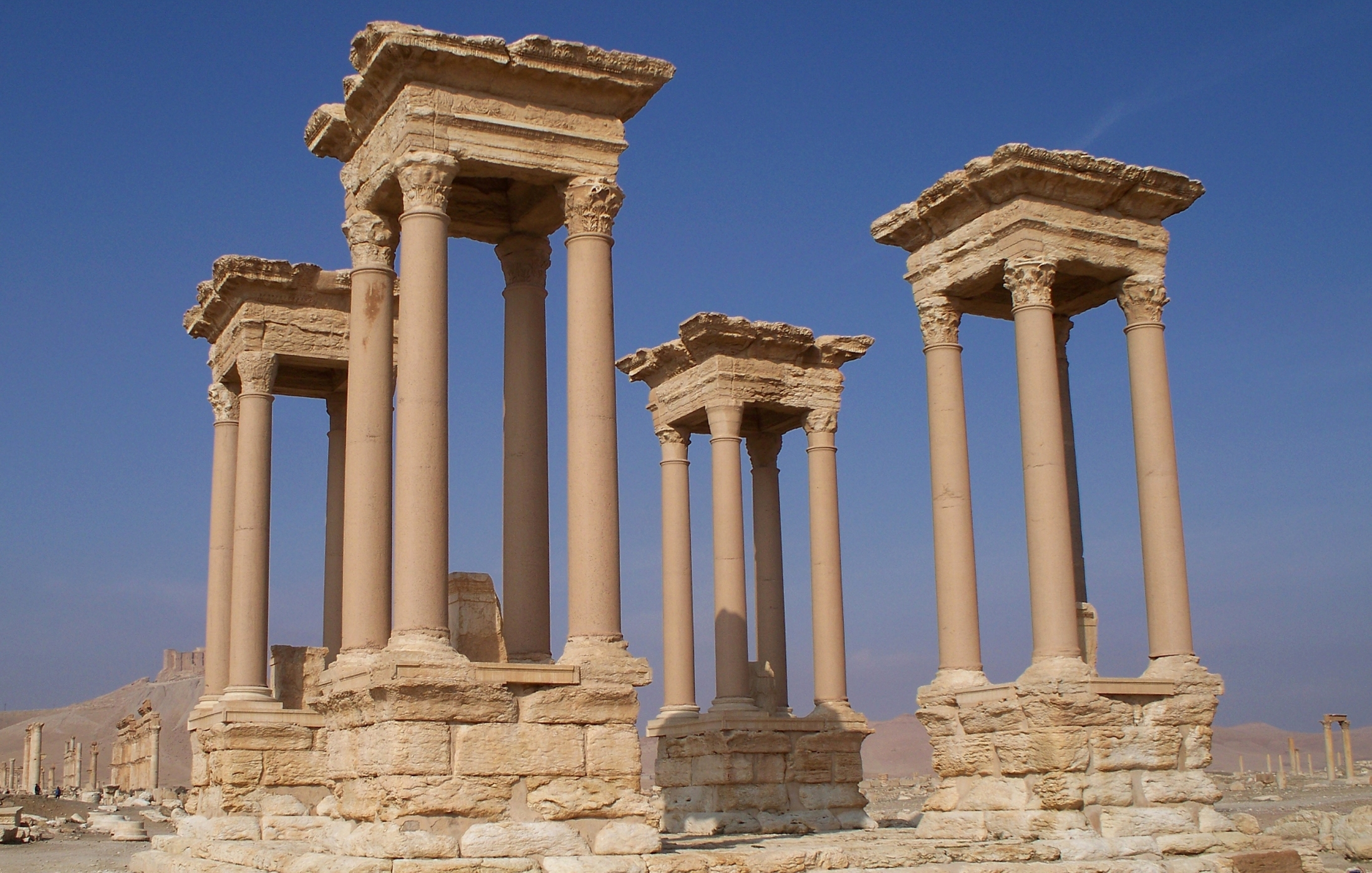
Tak zwany tetrapylon – 16-kolumnowa konstrukcja na osi Wielkiej Kolumnady palmyreńskiej, wysadzona w powietrze przez terrorystów z ISIS w styczniu 2017

Bezpośrednie wejście do miasta rzymskiego prowadzi przez zrekonstruowany trójprzelotowy łuk monumentalny, zwany czasem błędnie łukiem triumfalnym. Połączony był on ze świątynią rzędem kolumn zachowanych obecnie tylko we fragmentach. Jego przedłużenie stanowi kolumnada w kierunku północno-zachodnim, wyznaczająca główną ulicę miasta. Mniej więcej w 1/3 jej długości wznosił się potężny, również zrekonstruowany tetrapylon (zniszczony przez islamistów w styczniu 2017 roku), podobnie jak łuk maskujący krzywiznę palmyreńskiego cardo. Poprzeczna ulica (Kolumnada Transwersalna) prowadziła w kierunku południowym do Bramy Damasceńskiej oraz nekropoli. W centralnej części rzymskiego miasta znajduje się teatr i Agora. W zachodniej części terenu wykopalisk odkopano pozostałości „obozu Dioklecjana”, wojskowych koszar zainstalowanych już po zdobyciu cesarza Aureliana w tej części miasta w latach 293-303, podczas Tetrarchii. Nowy obóz wojskowy znajdował się tam, gdzie w czasach świetności Palmyry była świątynia bogini Allat. Pochodzący z tej świątyni kamienny relief przedstawiający lwa ochraniającego gazelę został odkryty w 1977 roku przez polskich archeologów pod kierownictwem Michała Gawlikowskiego. Do 2015 roku znajdował się przed budynkiem muzeum w Palmyrze. Na przełomie czerwca i lipca 2015 został zniszczony przez terrorystów Państwa Islamskiego. Zabytek został zrekonstruowany przez polskich konserwatorów i dzisiaj stoi w Muzeum Archeologicznym w Damaszku. Na nodze lwa umieszczono napis w dialekcie palmyreńskim języka aramejskiego: "Niech Allat błogosławi każdemu, kto nie przelewa krwi w świątyni".
Najważniejszą świątynią w Palmyrze była świątynia Bela-Marduka znajdująca się na wschodzie miasta.  Nowa świątynia została poświęcona w 23 roku podczas święta Nowego Roku odbywającego się w miesiącu Nisan, wg źródeł epigraficznych. Świątynia ta była nazywana "Domem Bogów" (bt 'lhy'), "Domem Bela, Jarhibola i Aglibola". Po IV w. n.e. znajdował się tam kościół chrześcijański, o czym świadczą pozostałości malowideł na ścianach świątyni, a po 622 roku zainstalowano tam meczet. Aż do lat 30 XX wieku w obrębie Temenosu istniała wioska Tadmur, następnie przesiedlona w celach badawczych na tereny, gdzie znajduje się obecnie.

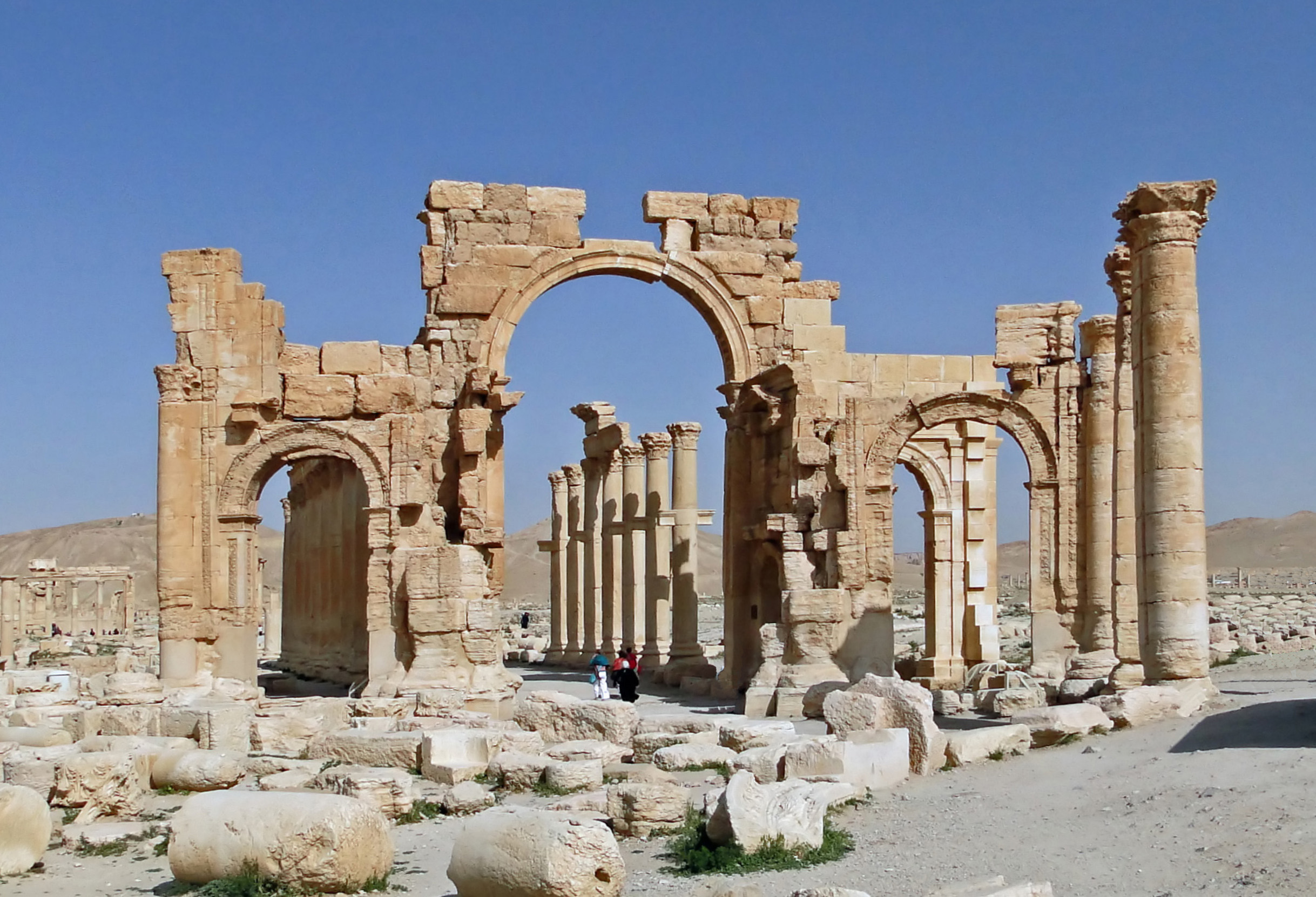
Łuk triumfalny, wysadzony przez oddziały ISIS w październiku 2015

Na południowy zachód od miasta, w Dolinie Grobów, znajduje się szereg nietypowych budowli. Są to wolnostojące kamienne wieże grobowe o kwadratowej podstawie, pochodzące z I i początku II w. W ich bogato zdobionych wnętrzach podestu (wyposażonych m.in. w popiersia portretowe) chowano w niszach (cubiculach) szczątki zmarłych. Drugi typ grobowców stanowiły nadziemne konstrukcje w kształcie świątyń grobowych z kolumnami i tympanonem. Najczęściej spotykany typ trzeci to hypogea – kute w skale podziemne korytarze na planie krzyża i zamiennie litery T. Od połowy II stulecia aż do trzeciej ćwierci III wieku n.e. był to jedyny typ miejscowego grobowca.
Dla sztuki Palmyry charakterystyczne jest łączenie inspiracji i form płynących zarówno ze Wschodu, jak i Zachodu, które tworzą nową, niepowtarzalną całość.

### Polskie wykopaliska

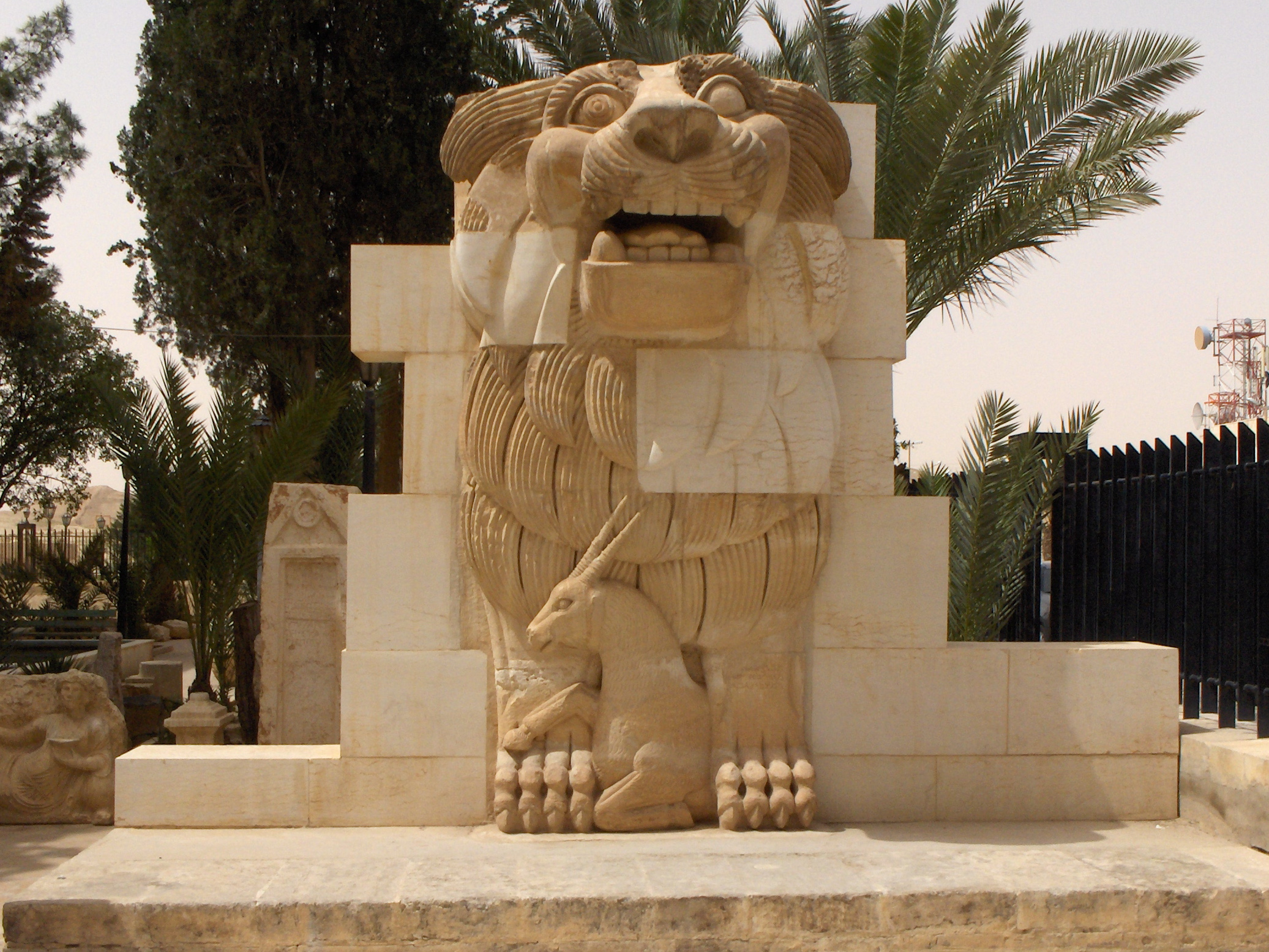
Kamienny lew ze świątyni bogini Allat w Palmyrze, odkryty w 1977 przez polskich archeologów; w 2015 zniszczony przez dżihadystów

Od 1959 do wybuchu wojny domowej w Syrii (2011) w Palmyrze działała polska misja archeologiczna. Wykopaliskami w początkowych sezonach kierował „ojciec polskiej archeologii śródziemnomorskiej” – prof. Kazimierz Michałowski (do 1966), którego zastąpiła prof. Anna Sadurska. Kolejnym szefem wykopalisk polskich był (od 1980) prof. Michał Gawlikowski. Prace prowadzone były w Obozie Dioklecjana przy świątyni Allat i w dzielnicy chrześcijańskiej, gdzie w 2002 w pobliżu Wielkiej Kolumnady odkryto (po raz pierwszy od 60 lat) mozaikę z bogatymi motywami zwierzęcymi. Rezultaty poszczególnych kampanii od początku ogłaszano w periodycznych publikacjach Palmyre. Fouilles polonaises I-V (lata 1959–1966 i następne), oraz w specjalnie stworzonym (1966) roczniku „Studia Palmyreńskie”. Wczesny okres prac wykopaliskowych zrelacjonowała w reportażu podróżniczym Zofia Jeżewska (A ślady zasypał piasek... Opowieść z Palmyry, Poznań 1961).